# Salmo balcanicus
 Salmo balcanicus  ist eine Fischart aus der Familie der Lachsfische (Salmonidae), die endemisch im Nordwesten des Ohridsee an der albanisch-nordmazedonischen Grenze und an dessen Ausfluss vorkommt. Da die Laichgründe am Ausfluss des Sees durch ein Wehr und zwei Staubecken verbaut sind, ist die Art möglicherweise ausgestorben.

## Merkmale
Salmo balcanicus erreicht eine Länge von 40 Zentimetern, möglicherweise auch mehr. Äußerlich ist sie der Ohridforelle (Salmo letnica) und Salmo aphelios sehr ähnlich, unterscheidet sich aber von diesen Arten durch ihr blassrosa Fleisch. Kopf und Körper sind silbrig mit schwarzen Flecken. Rote Flecken sind vor allem auf dem Seitenlinienorgan vorhanden.

## Lebensweise
Die Art laicht von Oktober bis Januar am Ausfluss des Sees, wodurch sie von der im Januar und Februar laichenden Art Salmo letnica und der im Mai bis Juli an der Ostküste des Sees laichenden Salmo aphelios in der Fortpflanzung getrennt ist.